# Neoplan Centroliner
Neoplan Centroliner是德國尼奧普蘭車廠生產的低地台巴士，該車系有不同版本，包括單層巴士、雙層巴士及掛接巴士。Neoplan Centroliner主要使用於歐洲地區，香港及日本也有引進這款巴士。

## 概要
於1997年面世的Neoplan Centroliner包括中型以至大型單層巴士、單層掛接巴士以及三軸雙層巴士，備有不同長度選擇。利奧普蘭跟猛獅集團的商用車輛部合併後，新型Centroliner大型單層及單層掛接巴士面世，稱為Neoplan Centroliner Evolution。

## 設計
Neoplan是德國的著名巴士車廠，其產品主要依據歐洲大陸的標準設計。
Centroliner單層巴士有多種長度選擇，包括10.2米及11.95米，車身的寬度是2.5米，有兩條車軸。單層版還提供長達18.72米的掛接巴士，共有三條車軸。
Centroliner雙層巴士的長度提供11.95米及13.85米可供選擇，而寬度是2.5米，皆為三軸版本。Centroliner雙層巴士的淨重約為16噸、總重則可達23.5噸。巴士車身的高度則根據運用地區的標準而有所不同，德國本土版的高度是4米，至於出口香港的版本，高度則為4.4米。

### 底盤
Centroliner的底盤是典型的德國現代巴士底盤設計，底盤採用無大樑的設計，底盤不是通過大型的縱向組件作為主要的承重結構，而是把底盤的承重的結構，分散到構成整個底盤的支架，並通過其後安裝的車身穩定底盤支架的結構。由於底盤須要利用車身強化結構的穩定性，所以車身的設計須要與底盤的結構緊密結合，因此直接選用原廠提供的車身是最常見的做法，而Neoplan也為Centroliner提供專用的不銹鋼一體化車身。底盤使用德國ZF提供的車軸，配有氣墊懸掛系統及全碟式防鎖死剎車系統。

### 動力系統
Centroliner的動力系統設計，同樣採用德國巴士常見的縱向佈局，引擎縱置於車尾，三軸版本的Centroliner巴士以中軸作為驅動軸，而尾軸則具有輔助轉向功能，在巴士轉向時尾軸會與前軸反方向轉動，用以減少巴士所須的迴轉半徑。Centroliner的引擎可以選用德國MAN或平治車廠的產品，其中以MAN D2866 LUH柴油引擎最為常見，並配用ZF提供的全自動波箱。至於供應香港的Centroliner雙層巴士，則特別因應香港巴士公司的要求，改用美國康明斯出品的M11型柴油引擎。

### 車身
Centroliner採用車身車陣一體化的設計，由於無大樑底盤須要車身強化結構的穩定性，為確保車身設計的質量，Neoplan特別為Centroliner的底盤設計專用的不銹鋼一體化車身。車身主要採用焊接連接，而不是以釘子及膠水組裝。由於減少依靠釘子去固定車身與車架，而焊接比膠水粘貼更為穩固，所以車身剛度得以大為提高。這種一體化的設計能夠減小車身的厚度，而減少車身所須的扣接組件，還能夠避免巴士行車時，因為車身震動所產生的雜音，可是這種一體化不銹鋼車身的維修就較為複雜，也不便於日後進行改裝。

## 香港
在1997年，德國Neoplan車廠把一輛長達15米的Neoplan Megashuttle四軸雙層巴士運到香港供城巴及九龍巴士進行實地測試。雖然該款15米長的雙層巴士具有12米長巴士的迴轉半徑，可是基於香港法例對車輛長度的限制而未能購買這款巴士，於是Neoplan便向香港的巴士公司推介12米長的Centroliner雙層巴士，並獲得九龍巴士及新世界第一巴士採購，當時被巴士公司以最先進的雙層巴士宣傳。由於底盤是配用原廠設計的單一連體不鏽鋼車身，但其並不適應香港夏季炎熱潮濕的海洋性氣候，以及香港經常超載及多變的運用情況，故相對其他車款在維修和保養方面都比較困難。
Neoplan Centroliner是香港第3款德國製雙層巴士（之前兩款為平治O305及猛獅24.350／猛獅24.310），為數193輛。香港的Centroliner共有3種版本，分別是N4026/3、N4026/3 Series 2，以及N4426/3，分別由九龍巴士（九巴）及新世界第一巴士（新巴）購入，並根據香港的需求進行修改。巴士高度由德國版的4米增加到4.35米，引擎改用康明斯的產品，只有最後32輛用回原廠的MAN引擎。

### 香港版引擎
Centroliner巴士原本配用猛獅或平治的引擎，但香港的巴士公司基於維修上的考慮，要求車廠與美國康明斯公司合作，使用康明斯的引擎，原因是香港的巴士公司此前已經大量購入丹尼士三叉戟三型雙層巴士，而這款巴士初期是使用康明斯M11-305E柴油引擎（氣缸容量11公升，輸出馬力305匹，扭力1250Nm，歐盟二期規格），香港的巴士公司認為統一採用康明斯引擎有助巴士的維修，可避免因引擎廠牌不同所需增加的零件儲備及人員培訓。可是這些裝配康明斯引擎的香港版Centroliner巴士，停車時的車身震動較使用原版MAN引擎的Centroliner巴士明顯，巴士在起動及轉波時都有甚為強烈的頓挫感，行車時引擎發出的噪音也較嘈吵和響亮，而同樣使用康明斯引擎的三叉戟三型就沒有這種情況，顯示這款巴士底盤的波箱和康明斯引擎未能匹配，因此九巴於後期增購的Centroliner巴士已經改回原廠配置的MAN D2866 LOH柴油引擎（氣缸容量12公升，輸出馬力310匹，扭力1400Nm，歐盟三規格，與九巴後一批猛獅24.310搭配的引擎屬同一型號）。由於配置康明斯M11引擎的Centroliner巴士，行車時引擎的聲響較同時期香港其他型號的巴士為大，聲響大如跑車或輪船駛經，故此本型巴士被俗稱「跑車」或「船」（隸屬新巴的本型車亦被稱作「新渡輪」）。

### 低排放區限制
香港政府於2014年計劃在中環、銅鑼灣及旺角的道路設立「專營巴士低排放區」，要求專利巴士公司使用歐盟四期以上排放標準的巴士行駛途經低排放區的路線，專營巴士低排放區於2015年12月31日起正式實施。為減輕巴士公司更換新車的負擔，政府同時撥款資助巴士公司為未達標的巴士加裝催化還原器，令歐盟二期及三期的巴士達到接近歐盟4期排放標準。可是由於其原廠一體化不銹鋼車身設計，導致為本型巴士加裝催化還原器而進行必要的改裝出現困難，因此九巴及新巴放棄為Centroliner申請資助加裝催化還原器，導致Centroliner未能如追加催化還原器後的丹尼士三叉戟三型及富豪超級奧林比安繼續行駛低排放區的路線。從此Centroliner的服務範圍備受限制，本型巴士已經退出行駛德輔道中、軒尼詩道及彌敦道的主要路線。九巴把Centroliner調往新界區內及來往東九龍的路線(例如3B、11D、16、58M、68A、68M、265M和276A等)，而新巴的Centroliner被調到選旗下不駛經低排放區的路線（例如來往黃大仙至小西灣的106，以及西區路線如18P、18X）。

### 九龍巴士
九龍巴士從德國引入Centroliner時，曾經標榜此車型全部車輛皆為德國原廠製造，更稱之為「超時代巴士」，而同時期九龍巴士其他車型大多在香港及內地組裝英國設計製造的車身。九龍巴士的Centroliner最初主要行走新界西區路線，以及2A、16、296C，當年亦有少部份進駐荔枝角廠行走104及12A等線。2007年7月，九龍巴士把原行走70X、73X、277X的Centroliner巴士調離，同時把原來進駐荔枝角廠的Centroliner巴士全數撤離，原駐守荔枝角廠的改為駐守元朗廠，而其餘的則被派往所屬車廠其他路線行走，當中包括5、11D、75K及265B路線。有傳是因為Centroliner巴士經常需要上下山及行走快速公路，導致底盤受到很大程度的耗損，所以需調往市區路線行走，以減少損耗（九巴的AP24曾被運回廠方以作檢查）。不過這個安排僅屬短期，後來這批巴士又重返長途路線服務。
2008年4月，因為九巴上水車廠改歸九巴沙田車廠管理，所以原本行走75K及78K等路線的Centroliner被調回元朗廠。
當九龍巴士購買的同時，據聞也察覺這款巴士的安全不足之處，在首批訂單（AP1-20）的部分巴士駕駛室後排，設有一排面向前方的雙人座位，這種設計在德國本土的巴士十分常見，城巴購入的猛獅NL262單層巴士也採用相似設計，可是九龍巴士認為此舉可令車長有被後排乘客襲擊而增加巴士行駛時的危機。所以在接下來新一批的訂單中，這排座位亦已經被移除，該位置改為放置油缸。
還有一樣特別的地方，就是此車型的尾軸具有反向輔助轉向功能，這個功能必須在某速度情況之下才可以使用。當巴士到達某速度時轉彎時，尾軸會根據巴士的轉向，向它的相反方向轉動；此舉雖然可以增加巴士轉彎時的靈活性，不過也因這個新設計，駕駛這款巴士的司機事前亦需要進行附加訓練，以防在轉彎時發生危險。不過現時，這項轉動系統由於實用性不大，即使取消輔助轉向功能，仍然無損巴士的轉向功能，因此此功能已被九龍巴士方面鎖上。
車身色彩方面，九龍巴士的Centrolliner巴士除了現時除廣告外唯一的標準金色色彩外，九龍巴士的AP131和AP132在投入服務初期直至2010或2011年，曾經為了宣傳引入歐盟3期排放標準的巴士，而噴上一種叫Kolibri的油漆，底色為黑色，並會因應光線折射角度的變化，造成綠、紫的色彩變化效果，該兩車服役初期行走104，後來因應Centrolliner全面撤離荔枝角的行動後，改為60X的掛牌車，直至回復金色色彩為止。
Neoplan被MAN車廠收購後，Centroliner改由MAN提供技術支援，在代理商的安排下，其中一輛Centroliner（AP24，車牌JR8733）於2006年2月被運回MAN位於德國慕尼黑的總部進行測試及檢驗，由MAN的工程人員為九龍巴士及本車型的另一使用者新世界第一巴士提供維修保養的建議，而MAN在香港的代理商也協助九龍巴士進行底盤加固及改善工程，以解決延續使用年期的問題。
九龍巴士先後分5次購入Centroliner，但由於車身採用原廠單一連體不鏽鋼車身，相對其他車款維修和保養都比較困難，Centroliner的不銹鋼車身又不適應香港夏季炎熱潮濕多雨的海洋性氣候，Centroliner使用數年後車身已經出現鏽蝕，但受制於車身是一體化構造，所以不便於局部性的組件更換，故此九龍巴士接收一輛同樣裝配Neoplan原廠不銹鋼車身的NEOMAN A34後，決定放棄引入更多A34，也象徵著九龍巴士正式擱置購買作為Centroliner系列後繼車款的A34巴士。最終本系列巴士共有162輛屬於九龍巴士，當中24輛撥歸九龍灣車廠，其餘由屯門車廠擁有。
2016年，政府實施專營巴士低排放區政策，由於Neoplan Centroliner之廢氣排放不達標，且因為車身設計問題無法加裝催化還原器，因此九龍巴士將之撤離2A、68X、265B、268X、296C等路線。2018年中，九龍巴士的Neoplan Centroliner全數退役。

#### N4026/3
Series 1

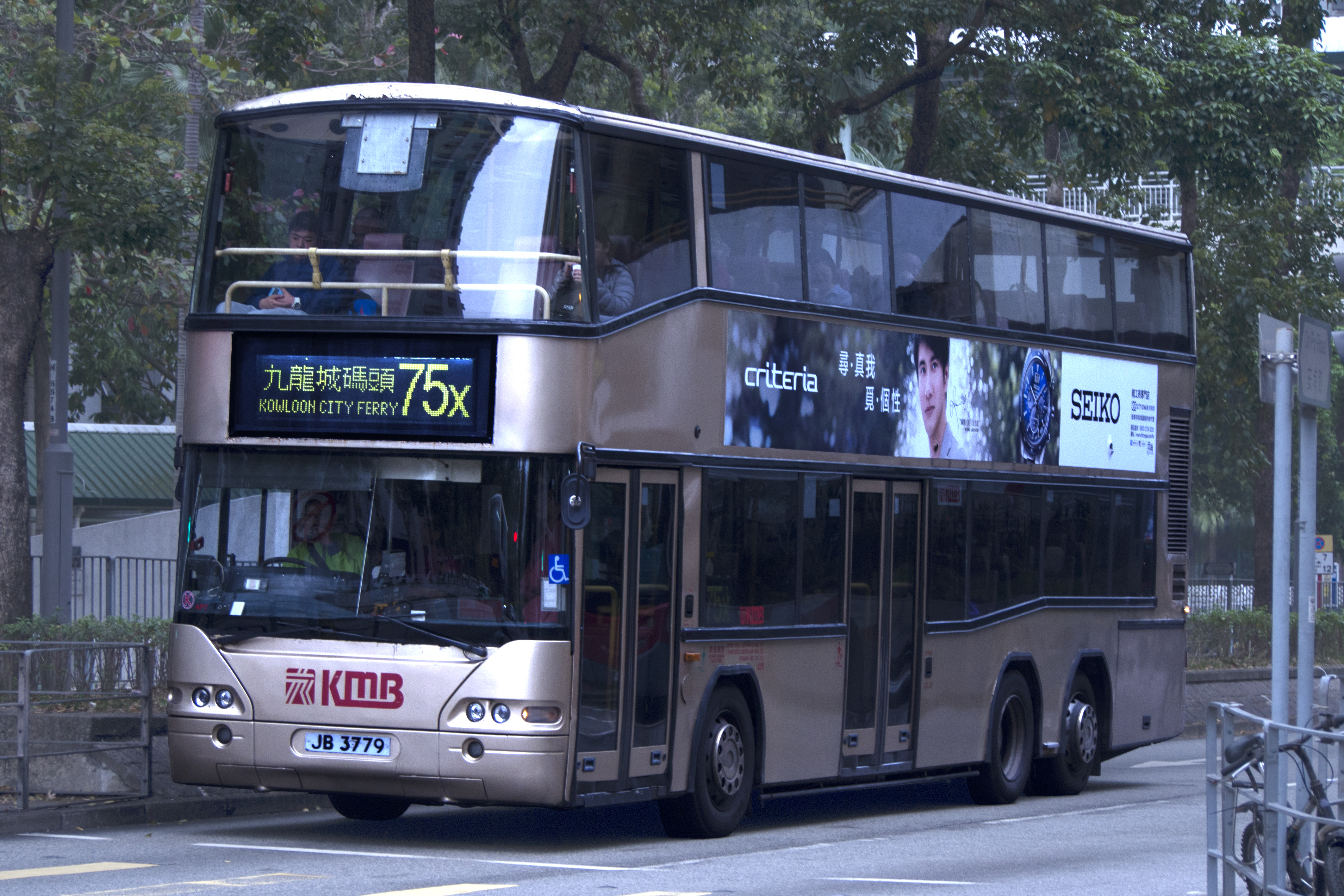
九龍巴士第一批Neoplan Centroliner，車身較其他巴士矮

1998年9月，九龍巴士接收首部Centroliner，配備康明斯M11-305E21引擎及ZF 5HP590變速箱。這部巴士於1998年底首次登記，並給予車隊編號為AP，九龍巴士稱之為「超時代巴士」。1999年8月開始，九龍巴士全數共20輛Centroliner陸續投入服務，全分配予九龍灣車廠管理。對比起香港其他巴士，該批巴士車身較矮，亦沒有裝上當時新巴士常用的無間斷式照明系統。2016年12月1日，於1998年投入服務的首輛超時代巴士AP1（車牌HY1677）因年事已高而正式退役，而餘下的19部則於2017年2月至8月間亦因年事已高而直接退役。
Series 2

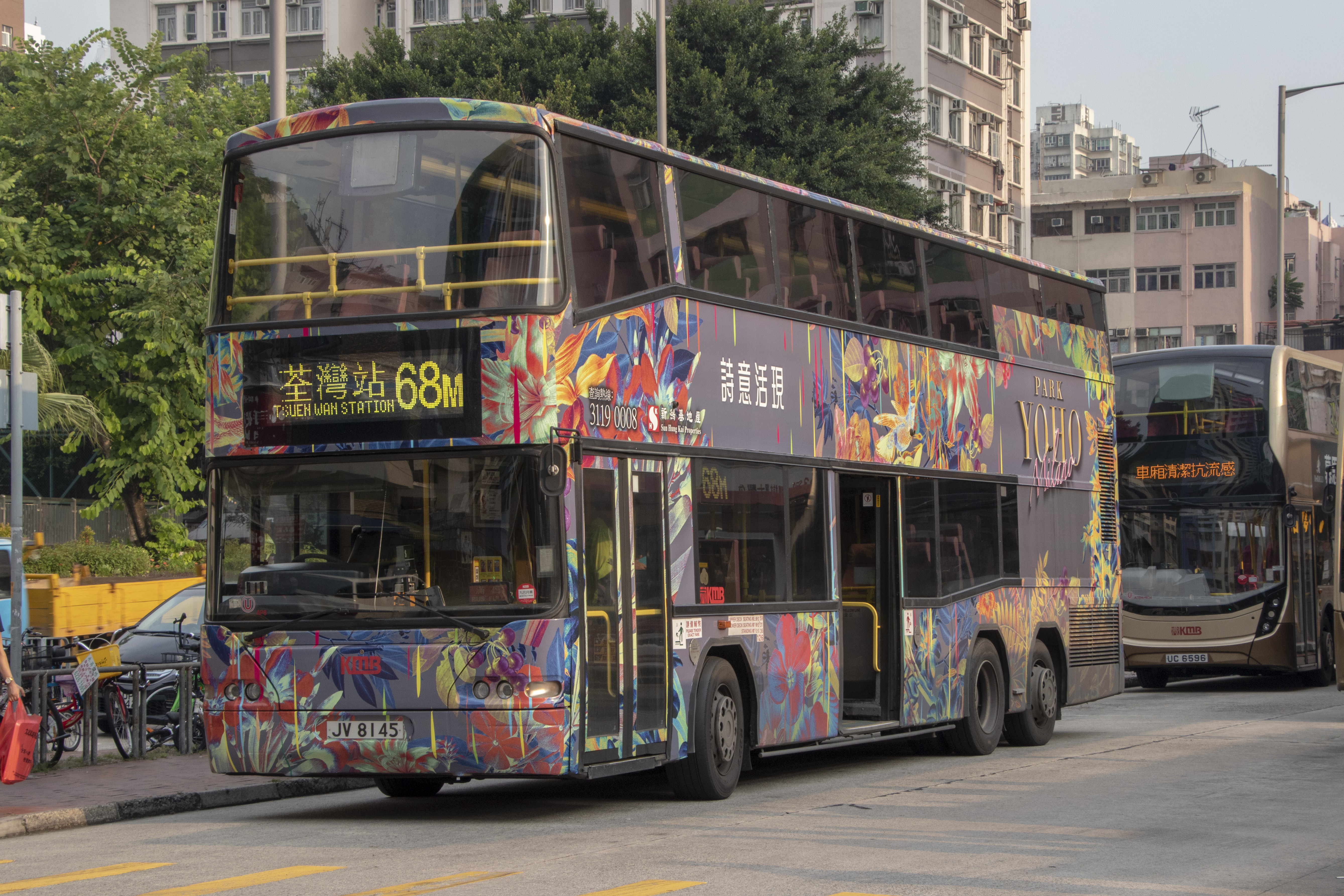
九龍巴士第二批Neoplan Centroliner，於2000-2001年間投入服務

1999年底，九龍巴士再訂購60輛Centroliner，巴士於2000年投入服務，雖然底盤型號是寫著N4026/3，可是規格上與N4426/3無異。相比起上一批巴士，這批巴士採用無間斷光管，而冷氣槽亦被重新設計，並全數分配至屯門車廠。值得一提，由於北區及大埔區的巴士路線原屬屯門廠管轄，因此這批巴士當中有部分曾為70X、73X、75K、78K及277X等路線之掛牌車，其後約於2008年調走。
最早退役的超時代巴士是AP69（車牌JU4667），於2003年因為遭遇嚴重交通事故而報廢，其殘骸一直停放在龍運巴士小濠灣車廠，直至2008年底才在廠內拆毀。
2006年2月，編號AP24（車牌JR8733）的Centroliner被運返德國，以供廠方研究。至2007年9月，Neoplan方面把AP24運返香港，該車繼續使用原有登記號碼。

#### N4426/3
Series 1
2000年，九龍巴士再購入50部Centroliner，於2000年尾至2001年春季期間投入服務。
Series 2 Green Bus

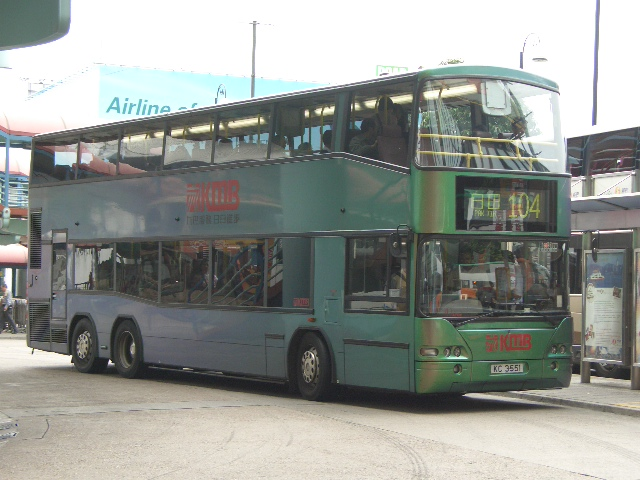
AP132／KC3551曾為九龍巴士的「綠悠悠巴士」，其後於2007年與另外三部同款巴士一併調至屯門車廠

2001年4月，九龍巴士購入2輛配備MAN D2866LOH-27歐盟環保3型引擎的Centroliner N4426/3，分別採用Voith DIWA864.3E/ZF 5HP602C變速箱，並且率先髹上一種特製金屬顏料，會因應光線反射角度的變化而反射出綠色、紫色及銀色，九龍巴士俗稱之為綠悠悠巴士，作為宣傳之用，並於2001年8月投入服務。
綠悠悠巴士原來的作用為宣傳環保，但由於九龍巴士於2006年開始測試較環保歐盟四型引擎，其後便開始購買歐盟四型或五型排放標準的巴士，原來綠悠悠巴士的使命也隨即結束，因此兩車均轉回金色車身，象徵其宣傳使命的完結。
這2部巴士亦為少數獲分配至荔枝角車廠的Neoplan Centroliner之一，其後於2007年與另外兩部同款巴士一併調至屯門車廠，兩部巴士已於2018年3月28日正式退役。
Series 3
2002年下半年，九龍巴士購入30部同樣配備MAN引擎的Centroliner N4426/3，其中10輛採用Voith DIWA864.3E四前速波箱（AP133-136、145-146、148、152-153、160），其餘20輛採用ZF 5HP602波箱。配備ZF波箱的巴士中，車隊編號AP144及159更是全球首批配備6前速自動變速系統的城市巴士，該變速系統由ZF 5HP602C變速箱中的程式作出改動，用以測試九龍巴士的「經濟動力組合系統」（Eco-driveline）。其後，其餘配ZF 5HP602C的巴士陸續與AP144和159一樣改動波箱程式以解鎖6波。
與上一批巴士（AP21-130）一樣，這批巴士當中，大部分均被編入屯門車廠，主要行走元朗區與屯門區路線；而AP139-142則獲編配至九龍灣車廠行駛70X線和11D線，現時已經全數退役。
AP133-162於2016年12月全數更換LED光管照明。
Series 4 A34

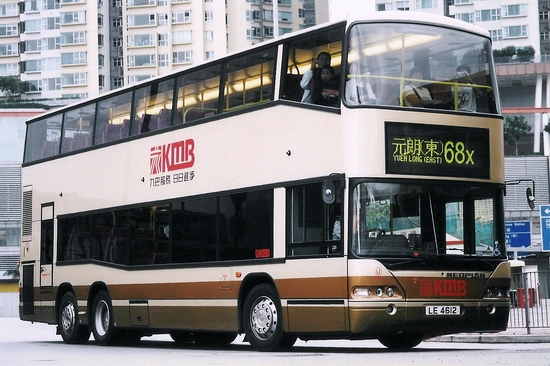
配MAN A34底盤的N4426/3

2003年，九龍巴士接收一輛直樓梯的「Centroliner」，改用猛獅A34底盤。由於Neoplan已經被MAN收購，公司名稱改為NEOMAN，此車採用N4426/3的車身，但A34的底盤不設提供尾軸輔助轉向功能。

#### 巴士墮山事故
2003年7月10日，一部行走265M路線的九巴Neoplan Centroliner（巴士編號AP69，香港車輛註冊號碼JU4667）駛經屯門公路往屯門方向近汀九時，被一輛貨櫃車撞及並衝出欄桿，隨即從橋面直墮橋下逾30米山坡，造成司機及乘客共21死及20傷的慘劇，事件轟動全港。
肇事的AP69事後因損毁嚴重而全車報銷，殘骸由警方安排吊走，被運往位於大嶼山小蠔灣的龍運巴士車廠，供案件上訴及索取保險賠償之證物用途。貨櫃車司機（李秋榮）於意外後被拘捕及落案起訴危險駕駛，並否認控罪。首次判決危險駕駛罪成，有關貨櫃車司機提出上訴，其後獲改判較輕的不小心駕駛罪名。
巴士的殘骸一直存放在龍運巴士的小蠔灣車廠內，直至2008年11月才拆毀。

#### 退役
隨著巴士開始踏入18年使用限期，首部「超時代巴士」樣辦車（AP1）在2016年11月28日因冷氣機皮帶斷裂，加上牌照即將到期，不獲修復並封車退役，為首輛正常退役的Centroliner，不過九龍巴士並沒有保留該車，同年12月隨即被運往劏車場拆毀。
首批量產型的Centroliner巴士（AP2-20）在2017年2月開始陸續因牌照到期或者壞車不獲修理而正式退役，最後一輛服役的Centroliner（AP18/JD9037）於8月8日當晚行畢113線後便正式退役。
退役後的巴士大多被運往元朗厦村劏車場處理，其中AP5/JA9879在6月8日停放期間突然著火焚燒及冒出大量濃煙，全車被嚴重焚毀。
隨著大量新車準備投入服務，2017年11月初開始提早將多輛第二代巴士退役，以騰出車隊配額供新車出牌，2001年出牌的第二代巴士已於2018年6月全數退役。最後兩架二代巴士亦於2018年9月6日正式退役，象徵著所有Centroliner已經全數退役，九巴的報站系統亦已因此正式全自動化。
而第三代巴士即使只有15至16年車齡，亦開始面對零件不足問題而進入退役潮，AP133/KP4820、AP153/KS2043及AP155/KS2234分別在2017年8月和10月因機件故障而留廠，廠方至10月27日決定不獲修復，提早除牌退役，AP136/KP8250和AP134/KP5016亦因機件故障而提早退役，而AP144/KR6160和AP146/KR6768則出售予陽光巴士公司，以騰出車隊配額供新車出牌。而KR3941（AP139）亦因機件故障於2018年1月初留廠，曾傳退役，但其後獲修，並於1月27日復出，直至4月12日提早退役。2018年8月18日，最後一部第三代巴士（AP151/KR9862）全數退役。
- 2017年4月12日：晚上七時許，（AP23/JR3544）行駛265M往天恆邨方向在元朗公路近博愛迴旋處行駛時，因前方的士及行走新界專綫小巴44線的客車版豐田Coaster（TX5969）突然急煞而停車，但後方一輛行走967X的城巴亞歷山大丹尼士Enviro 500 MMC（6320/UA3546）收掣不及，撞向其車尾，繼而撞向前方小巴，尾隨城巴的一輛客貨車及一輛貨櫃車同告收掣不及，造成5車連環相撞，共70人傷，當中一人情況嚴重。[5][6]事後AP23因車尾損毀嚴重及車齡已高而不獲復修，提早於同月26日正式除牌退役。

- 2017年6月29日：早上六時許，一輛行走龍運巴士E34B線往機場方向的亞歷山大丹尼士Enviro 500（8511/RA1121）在大欖隧道內行駛時疑因機件故障而停下，但尾隨一輛行走69M線往葵芳站的（AP45/JT890）收掣不及，撞向前者巴士車尾，致車頭嚴重損毀，事件造成20人受傷。[7]事後AP45因損毀嚴重及車齡已高而不獲復修，提早於同年8月28日正式除牌退役。

- 2017年8月21日：下午約二時，一輛行走66M線往大興的（AP125/JZ3858）發生交通意外，致車頭嚴重損毀。事後AP125因損毀嚴重及車齡已高而不獲復修，提早於同年10月17日正式除牌退役。[8]

#### 轉為非專利巴士
2018年12月，九龍巴士將兩輛Neoplan Centroliner取消企位但保留輪椅位，並連同用於丹尼士三叉戟開篷巴士的客運營業證轉移至Neoplan Centroliner，有關車輛如下：
- AP144／KR6160
- AP146／KR6768

2019年12月27日，一輛本型號巴士（KR6768）於荔枝角車廠天台轉彎時翻側，沒有人受傷。

### 新世界第一巴士

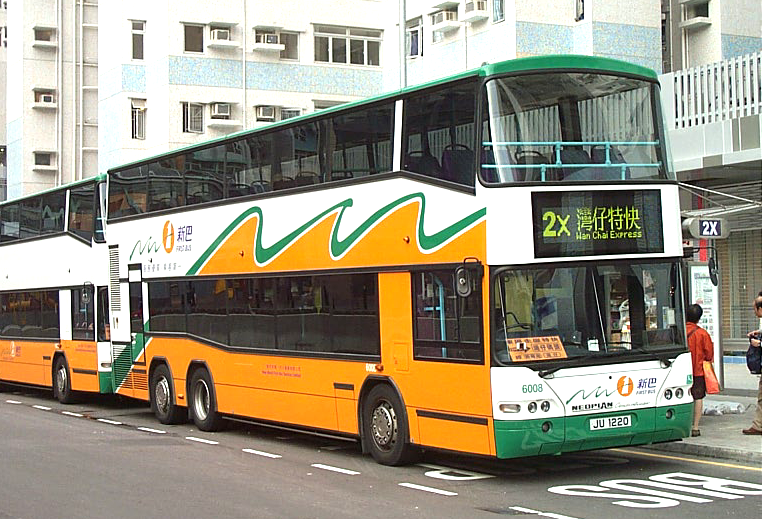
新世界第一巴士的N4026/3

九龍巴士購入首20輛Centroliner後，新世界第一巴士於1999年10月訂購30部Centroliner N4026/3（編號6001-6030）。這批巴士於2000年從德國運抵香港，新世界第一巴士以「新里程新巴」對外宣傳，並於2000年底至2001年初投入服務，這批新車率先分配到8P線，其後2X及720等路線都獲配此款新車，均為行駛東區走廊來往港島東區及銅鑼灣一帶的特快巴士路線，而過海隧道巴士905路線也獲分配此車行駛。
由2004年開始，新世界第一巴士有部分Centroliner N4026/3巴士被停駛，有指新世界第一巴士在Centroliner的保養方面出現困難，而該車所裝設的電腦控制系統，也令巴士壞車後不便於搶修。新世界第一巴士當時認為Centroliner一旦在九龍區，甚至在海底隧道內發生壞車，勢必面對須要通過隧道拖回港島車廠維修產生的拖車困難，於是限制Centroliner不能服務過海路線。香港政府於2000年起以保鐵（保護鐵路發展）為由，於是運輸署對專利巴士公司的巴士數量實施限制。新世界第一巴士除了出售部分巴士外，於2003年與城巴結為姊妹公司，兩公司的巴士路線重組後，停駛部分過剩的巴士。後來更有謠言指新世界第一巴士的Centroliner會被出售至城巴作為城巴機場快線。直至後來新世界第一巴士車源開始緊張，所有暫停服務的Centroliner N4026/3巴士陸續於2005年開始復出，以填補部分丹尼士三叉戟巴士10.6米及11.3米出售予九廣鐵路（現港鐵巴士）後的空缺。
自2015年起，隨著新型號巴士的引進，再加上政府收緊專營巴士低排放區政策，要求專利巴士公司集中派出達到歐盟四期以上排放規格的巴士行駛中環、銅鑼灣及旺角的巴士路線，而Centroliner的M11引擎只達到歐盟二期規格，新世界第一巴士又沒有為本車型加裝催化還原器，令這些曾經是香港最先進的Centroliner巴士，須從2X、8P、720、905等路線撤出，並調往港島西區路線18P和18X與東區的區內路線82和82X，以及過海巴士路線106。此外，這批巴士亦曾行走南區的590、590A、595等路線，但其後一度撤出南區，直至2017年10月起方重返南區行走78、94A及95。
隨著車齡漸高，新世界第一巴士Neoplan Centroliner於2017年起陸續除牌退役，6002/JT1258為首輛非因意外而正常退役的Neoplan Centroliner，並成為零件車。而6001/JP1200亦於2018年3月正式退役。隨著更多Enviro500 MMC新巴士陸續抵港，所有Neoplan Centroliner已於2019年2月20日全數退役。

## 日本

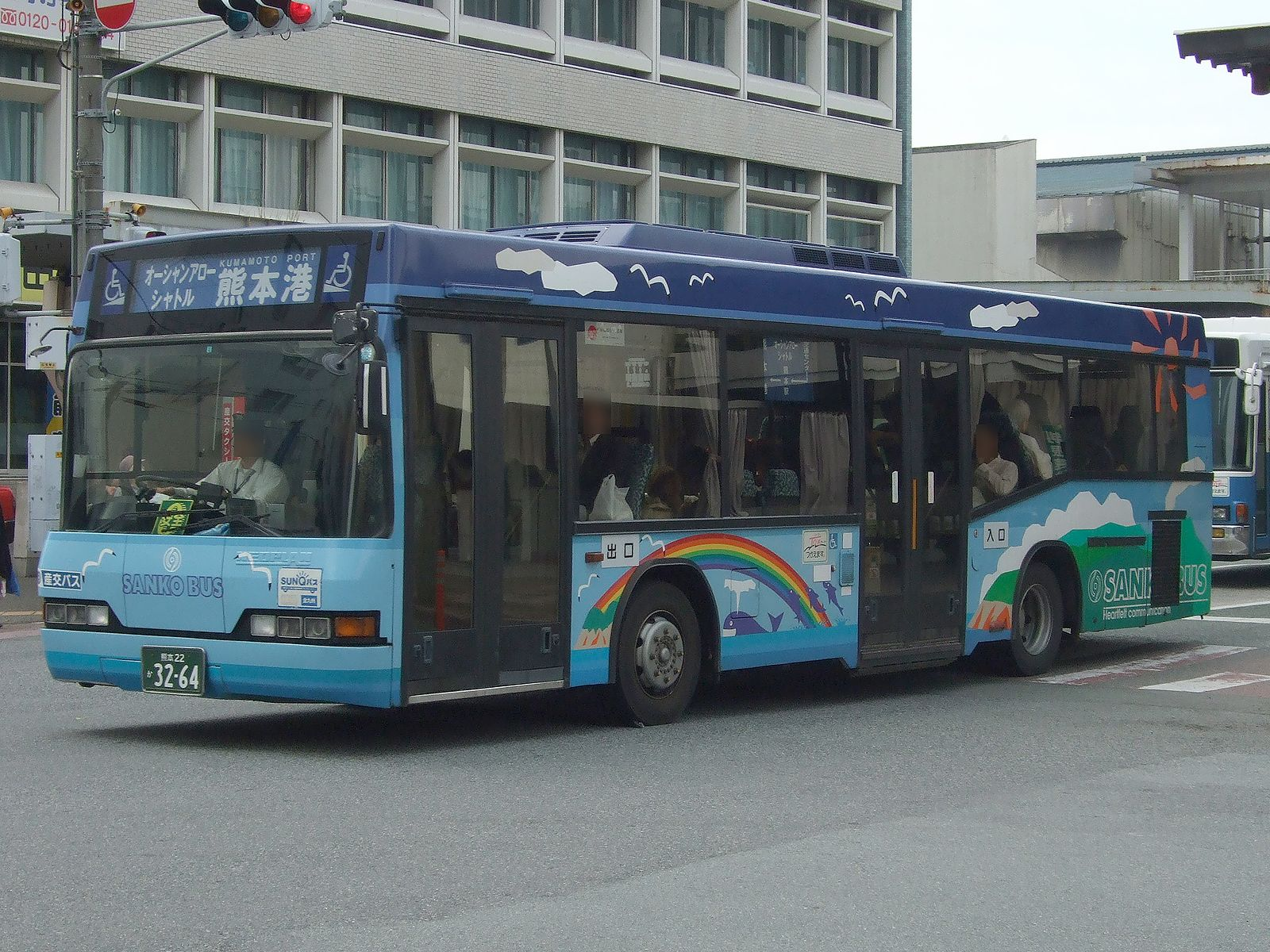
在九州服務的Centroliner單層巴士

神奈川縣的神奈川中央交通擁有Twinliner掛接巴士，屬於Centroliner的單層掛接版本。位於九州熊本市的九州產交，也有引進Centroliner單層巴士。

## 歐洲

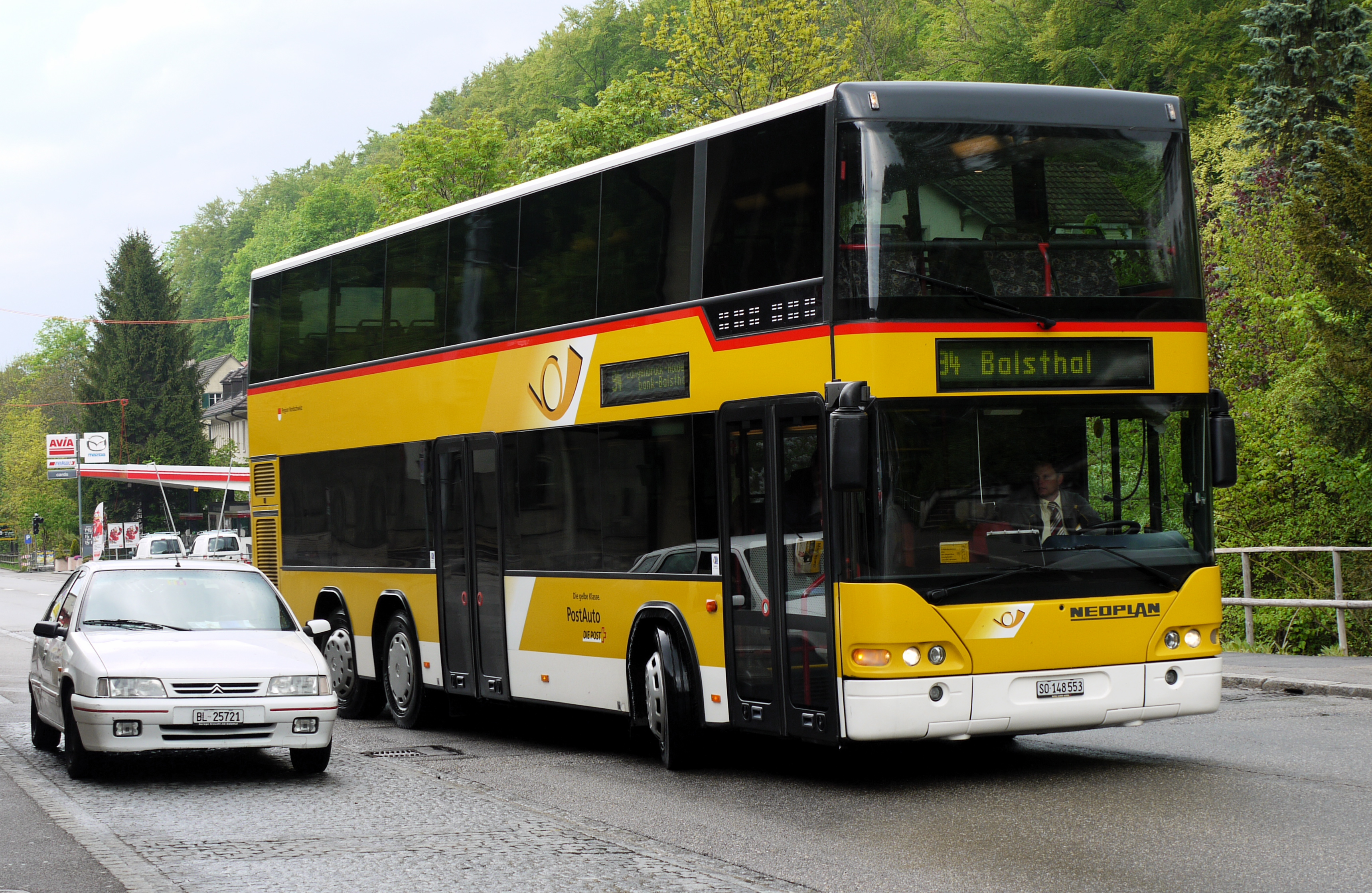
在瑞士行駛的Centroliner N4426/3雙層巴士

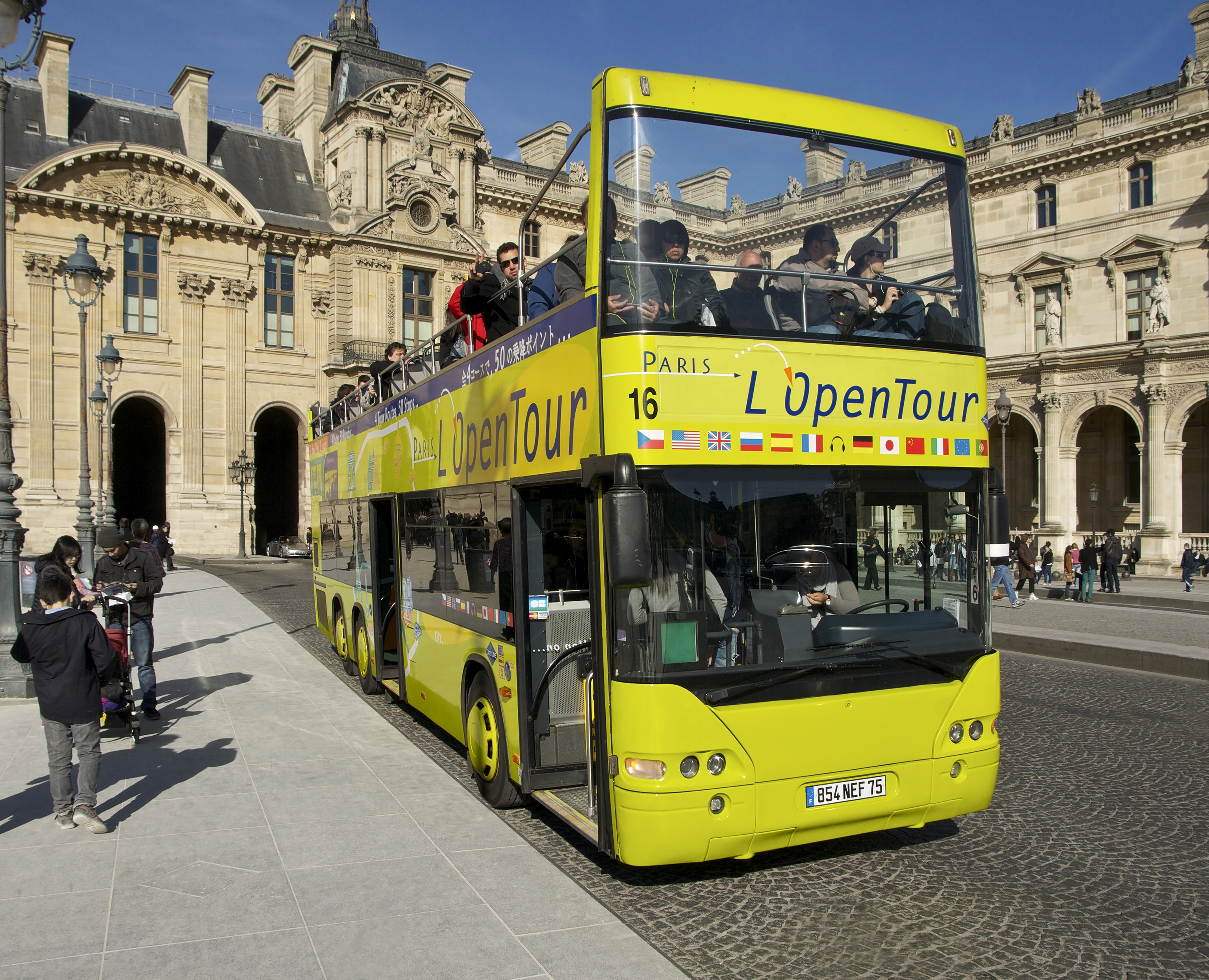
在巴黎服務的Centroliner開頂雙層觀光巴士

在歐洲的Centroliner被廣泛使用，包括有單層巴士、鉸接巴士及雙層巴士，當中有部分雙層巴士以開頂形式行駛於歐洲的主要城市，例如在巴黎作為觀光巴士。

## 後繼車型
Neoplan於2001年被猛獅車廠收購成為其子公司，猛獅車廠其後把Neoplan與MAN的巴士業務整合為Neoman，直至2008年把Neoman融入為猛獅車廠的MAN品牌。Neoman於2003年推出作為Centroliner後繼底盤的A34，並繼續配以Centroliner的不銹鋼一體化車身成為ND313F，但九巴只引進一輛樣版車後沒有進一步採購。隨著Neoplan結束城市巴士的業務，Centroliner亦於2009年停產，由MAN Lion's City取代。

## 小資料
這款巴士曾在日本動畫DARKER THAN BLACK-流星之雙子-中出現過。

## 外部連結
- 官方產品介紹（英文）（页面存档备份，存于）
- 香港巴士大典上的相关条目：Neoplan Centroliner